# Club Atlético Zacatepec
A Club Atlético Zacatepec (korábban Club Zacatepec, Zacatepec Siglo XXI) Mexikó egyik nagy múltú labdarúgócsapata volt, otthona a Morelos államban található Zacatepec de Hidalgo város. A zöld–fehér klubszínekkel rendelkező együttes kétszeres bajnok és kétszeres kupagyőztes volt, utoljára a másodosztályú bajnokságban játszott.

## Története
Zacatepec futballmúltja 1936-ig nyúlik vissza. Ekkor alakult meg az Ingenio Cañero Emiliano Zapata, azaz a cukornádtermesztő- és feldolgozó vállalat, melyről a csapat későbbi becenevét, a Cañerost is kapta. Magát a klubot 1948-ban alapította meg Don Rodrigo Ampudia del Valle.
A frissen alakult együttes igen hamar a legjobbak közé emelkedett: 1951-ben kezdte meg első osztályú szereplését és 1953-ban már a bajnokság második helyét tudta megszerezni (az első a Tampico lett). Két évvel később pedig a nagy hírű Guadalajarát megelőzve megszerezték történetük első bajnoki címét is. 1958-ban ezt a sikert megismételték: ezúttal a Toluca együttesét szorították a második helyre. Ezekben az években szerezték eddigi két kupagyőzelmüket is (1957-ben és 1959-ben): mindkettőt a León ellen.
Ezután évtizedekig gyenge szereplés következett, de az 1980–1981-es idényben majdnem megint sikerült döntőbe jutniuk. Ez egy sikeresebb időszak volt: három egymást követő évben is sikerült bejutniuk a liguillába, azaz a rájátszásba, a legjobb 8 csapat közé.
Később visszatért a gyenge szereplés, bár az 1977-es, első osztályból való kiesés után még gyorsan visszajutottak, de 1983-ban, majd visszajutva 1985-ben ismét kiestek, később pedig a másodosztálytól is búcsúzniuk kellett. 2013-ban azonban a másodosztályú Irapuato felvásárlás során átköltözött Zacatepecbe, így a zöldek ismét hozzájutottak a másodosztályú szereplés lehetőségéhez, ahonnan azonban egy év után újra majdnem visszacsúsztak a harmadosztályba. Csak az tudta őket megmenteni, hogy a másodosztályban bent maradt Cruz Azul Hidalgo tulajdonosa eladta csapatát a Zacatepecnek, így a Cruz Azul Hidalgo megszűnt, a Zacatepec pedig maradt másodosztályú.
2014 nyarán bejelentették, hogy az addigi Zacatepec 1948 név helyett felveszik a Zacatepec Siglo XXI elnevezést, és a klub címerét is kissé megváltoztatják. 2017-ben a Coras de Tepic megszűnt és átköltözött Zacatepecbe, ez pedig átszervezést és újabb névváltoztatást eredményezett: ettől kezdve Club Atlético Zacatepec néven szerepelnek.
2020 májusában és júniusában a mexikói labdarúgásban nagy változások zajlottak. Ennek része volt az is, hogy a Monarcas Morelia megszűnt (helyét a Mazatlán FC vette át az első osztályban), míg a Zacatepec Morelia városába tette át székhelyét: az eredeti klub szintén megszűnt, helyettük pedig újjáalakult egy régebbi csapat, az Atlético Morelia.

## Bajnoki eredményei
A csapat első osztályú szereplése során az alábbi eredményeket érte el:

### A régi rendszerben
| Év        | Helyezés |
| --------- | -------- |
| 1951–1952 | 9. hely  |
| 1952–1953 | 2. hely  |
| 1953–1954 | 10. hely |
| 1954–1955 | Bajnok   |
| 1955–1956 | 7. hely  |
| 1956–1957 | 12. hely |
| 1957–1958 | Bajnok   |
| 1958–1959 | 3. hely  |
| 1959–1960 | 10. hely |
| 1960–1961 | 8. hely  |
| 1961–1962 | 14. hely |
| 1963–1964 | 5. hely  |
| 1964–1965 | 14. hely |
| 1965–1966 | 16. hely |

### A rájátszásos rendszerben
| Év        | Alapszakasz-helyezés | Eredmény a rájátszásban |
| --------- | -------------------- | ----------------------- |
| 1970–1971 | 6. hely              |                         |
| 1971–1972 | 9. hely              |                         |
| 1972–1973 | 15. hely             |                         |
| 1973–1974 | 12. hely             |                         |
| 1974–1975 | 16. hely             |                         |
| 1975–1976 | 16. hely             |                         |
| 1976–1977 | 20. hely             |                         |
| 1978–1979 | 6. hely              | Negyeddöntős            |
| 1979–1980 | 5. hely              | Negyeddöntős            |
| 1980–1981 | 4. hely              | Negyeddöntős            |
| 1981–1982 | 3. hely              | Negyeddöntős            |
| 1982–1983 | 19. hely             |                         |
| 1984–1985 | 19. hely             |                         |

## Címere
A klub régi címere egy zöld keretes pajzs, melynek közepén egy zöld körben fehér Z betű található, tetején a ZACATEPEC felirat, jobb és bal szélén pedig az HACER DEPORTE ES HACER PATRIA felirat, melynek jelentése körülbelül: „Sportolni annyi, mint hazát építeni.”
Az új címert egy vízszintes zöld csík osztja ketté, a fölső részben a ZACATEPEC szó, az alsóban egy nagy Z betű látható zöld színnel, a csíkban pedig fehér betűkkel a SIGLO XXI felirat olvasható.

## Stadion
A csapat stadionja az Estadio Agustín Coruco Díaz, mely 1964-es avatásakor (melyen részt vett maga Adolfo López Mateos mexikói elnök is) Agustín Díazról, a Zacatepeckel egykor bajnoki címet nyert legendás labdarúgóról kapta a nevét. A hőséghez esetleg nem szokott vendégcsapatok dolgát rendkívül megnehezíti a pályán uralkodó 35 °C-os átlaghőmérséklet.
2013-ban bejelentették, hogy az elavult stadiont hamarosan teljesen átépítik, hogy megfeleljen a modern elvárásoknak, és akár első osztályú csapatnak is otthona lehessen. Azonban a stadion mellett álló kis lakóházak tulajdonosai tiltakoztak a tervek ellen, mivel azokban a házak lebontása szerepelt.